# Vasile Lucaciu
Vasile Lucaciu, né le 21 janvier 1852 à Apa dans le comitat de Szatmáret (Roumanie) et décédé le 29 novembre 1922 à Satu Mare (Roumanie) en Roumanie, est un prêtre roumain gréco-catholique. 
Professeur de langue roumaine au collège épiscopal de Satu Mare et membre du Parti national roumain, il militait pour les droits des Roumains de Transylvanie.  Il est un des signataires du Transylvanian Memorandum de 1892.
Il a donné son nom à une école de Satu Mare.  